# Markizat Bodonitzy
Markizat Bodonitzy (grec. Μαρκιωνία/Μαρκιζᾶτον τῆς Βοδονίτσας) – państwo feudalne istniejące w latach 1204–1414. 
Powstało po zdobyciu Bizancjum przez krzyżowców. Było lennem Królestwa Tesaloniki (do 1224) a następnie Księstwa Aten. Obejmowało dzisiejszy teren Nomos Ftiotyda, strzegło przełęczy w pobliżu Termopil. Obok Senioratu Salony było największym lennem Księstwa Aten. Państwem władał początkowo ród Pallavicini. Po podboju Księstwa Aten przez Kompanię Katalońską władzę nad markizatem przejęły weneckie rodziny z Zorzi na czele. Ostatecznie państwo zdobyli Turcy Osmańscy w 1414 roku. 

## Władcy Markizatu Bodonitzy

### Ród Pallavicini
- Guy Pallavicini 1204-1237
- Ubertino Pallavicini 1237-1278
- Izabella Pallavicini 1278-1286
- Antoine le Flamenc 1278-1286 (mąż, współwładca)
- Tomasz Pallavicini 1286-?
- Albert Pallavicini ?-1311
- Maria dalle Carceri 1311-1323 (żona)
- Andrea Cornaro 1312-1323 (mąż poprzedniej)
- Guglielma Pallavicini 1311-1358
- Bartolommeo Zaccaria 1327-1334 (mąż poprzedniej)

### Ród Zorzi
- Mikołaj I Zorzi 1335-1345
- Franciszek Zorzi 1345-1388
- Jakub Zorzi 1388-1410
- Mikołaj II Zorzi 1410-1411
- Mikołaj III Zorzi 1411-1414

## Tytularni władcy Markizat Bodonitzy (panowieKarystos)
- Mikołaj III Zorzi 1414-1436
- Giacomo Zorzi 1436-1447 (syn)
- Antonio Zorzi 1447-1498 (syn, w 1470 Karystos zostało zdobyte przez Turków)